# هزاركانيان (مقاطعة ديواندرة)
هزاركانيان (بالفارسية: هزارکانیان) هي قرية تقع في قسم سارال الريفي (مقاطعة ديواندرة) في إيران. يقدر عدد سكانها بـ 544 نسمة بحسب إحصاء 2016.